# Top 50 Singles
Top 50 Singles (на български: Топ 50 Сингълс) е музикална класация за сингли, изготвяна от Австралийската Асоциация на Звукозаписната Индустрия (Australian Recording Industry Association). Класацията се изготвя по данни от музикални магазини в Австралия, като включва също и данни от онлайн магазини като iTunes и BigPond music.